# Saint-Vallier-de-Thiey

Saint-Vallier-de-Thiey este o comună în departamentul Alpes-Maritimes din sud-estul Franței. În 1 ianuarie 2022 avea o populație de 3.662 de locuitori.